# HSM Arend - Beer
De serie HSM Arend - Beer was een serie normaalsporige tenderlocomotieven voor lokaaltreinen en rangeerwerk van de Hollandsche IJzeren Spoorweg-Maatschappij (HSM).
De door Hohenzollern te Düsseldorf-Grafenberg gebouwde tweeassige locomotieven werden in 1881 aan de HSM geleverd en kregen de namen Arend en Beer en de volgnummers 99 en 100. De cilinders bevonden zich tussen de assen. Zoals gebruikelijk voor lokaaltreinen, kon de conducteur vanuit de rijtuigen naar de locomotief lopen, waardoor aan zowel de voorzijde als aan de achterzijde een hek met loopbrug was aangebracht. Vanaf de voorzijde kon de conducteur tussen de ketel en de waterbakken naar het machinistenhuis komen.
In de eerste jaren na aflevering werden de locomotieven gebruikt voor lokaaltreinen in Het Gooi, maar later werden ze enkel voor rangeerwerk gebruikt in Amsterdam Rietlanden. Om ook wagens op naastliggende sporen te kunnen verplaatsen werd de Arend in 1884 en de Beer in 1888 voorzien van een kaapstander, waarmee de te verplaatsen wagens via een kabel konden worden verbonden.
In 1920 werd de Arend  aan een ijzergieterij in Zuilen verkocht. Een jaar later, in 1921, werd de Beer afgevoerd. De locomotieven hebben dus de NS-nummering niet gehaald.
| Fabrieksnummer | Naam  | HSM nummer | In dienst | Uit dienst | Bijzonderheden |
| -------------- | ----- | ---------- | --------- | ---------- | -------------- |
| 175            | Arend | 99         | 1881      | 1920       |                |
| 176            | Beer  | 100        | 1881      | 1921       |                |